# 福井市森田小学校
福井市森田小学校（ふくいし もりたしょうがっこう）は、福井県福井市下森田新町にある公立小学校。

## 沿革
出典
- 1873年 - 前年の学制発布に伴い、浄因寺に下森田小学校が開校。
- 1874年 - 厳教寺に上森田小学校が開校。下森田小学校を古市小学校と改称。
- 1879年 - 上森田小学校を静修小学校と改称。
- 1883年 - 古市小学校を温故小学校と改称。
- 1889年 - 町村制施行により吉田郡森田村立静修小学校、温故小学校となる。
- 1902年 - 温故小学校を八重巻の八幡神社西隣に移築。
- 1908年 - 静修小学校を上野区37字苗代へ移転。
- 1912年 - 温故小学校を森田第一尋常小学校、静修小学校を森田第二尋常小学校と改称。
- 1935年4月3日 - 吉田郡森田村が町制施行、森田町立森田第一尋常小学校、森田第二尋常小学校となる。
- 1941年 - 国民学校令により、森田第一国民学校、森田第二国民学校と改称。
- 1947年 - 学制改革により、森田第一小学校、森田第二小学校と改称。
- 1948年6月28日 - 福井大震災により、第一小学校全壊、第二小学校全壊全焼。
- 1949年 - 両校を合併し、森田町立森田小学校と改称。下森田新町（現在地）に新校舎を建てる。
- 1962年 - 西校舎（鉄筋三階建）落成。
- 1963年 - 校歌制定。
- 1964年 - 体育館、児童玄関落成。
- 1967年7月30日 - 吉田郡森田町が福井市に編入合併、福井市森田小学校となる。
- 1972年 - 北校舎（鉄筋三階建）落成。
- 1973年 - 創立100周年祭開催。
- 1975年 - 学校プール竣工。アキレス山完成。
- 1979年 - 本館（鉄筋三階建）普通教室・職員室部分落成。
- 1986年 - 本館特別教室・玄関落成、全館鉄筋化完成。
- 1987年 - 中庭（大空広場）整備1期工事実施。
- 1995年 - 北校舎増築。
- 2000年 - 児童玄関前中庭にタイムカプセルを埋設（開封は25年後の2025年）。耐震補強工事完了。
- 2007年
  - 4月1日 - 2学期制を開始。
  - 日付不明 - 西校舎耐震補強工事完了。
- 2009年 - プール竣工。
- 2010年 - PTA寄付により、図書室にエアコン設置。区画整理事業により、駐車場を縮小し、校門を移動して建てる。
- 2012年 - 普通教室全てにエアコン設置。
- 2014年 - 体育館天井耐震工事施工。
- 2016年 - 北校舎増築。
- 2017年 - 体育館・給食室改修工事竣工。

## 通学区域
出典
- 天池町・石盛町・石盛1～3丁目・稲多新町・稲多浜町・稲多元町・上野本町1～4丁目・上森田町・上森田1～6丁目・河合寄安町・栗森1、2丁目・栄町・定正町・定正1、2丁目・下森田町・下森田桜町・下森田新町・下森田藤巻町・下森田本町・古市町・古市1～3丁目・八重巻町・八重巻中町・八重巻東町・上野本町新・栗森町浜・東森田1～4丁目

## 進学先中学校
出典
- 福井市森田中学校

## 著名な卒業生
- 高山正行 - 日本芸能界初のプロ和太鼓奏者・福井新聞ふるさと文化大賞受賞
- 栗原陵矢 - プロ野球選手（福岡ソフトバンクホークス）

## 学校周辺
- 大岩山不動院
- 公文式下森田教室
- 畑内科
- 九頭竜川
  - 九頭竜川緑地
- 新町ふれあい会館
- ローソン福井下森田店
- 福井市森田児童館
- このほか、上述の畑内科以外の医療機関や中小規模の公園も点在する。

## アクセス
- 京福バス
  - 31・32系統（丸岡線）「森田栄町」から約700 m。福井駅発着路線であるが、福井駅発便は午前中1本（平日7時台・休日9時台）と夕方以降の運行。
  - 40系統（森田線）「森田小学校前」から約280 m[4]。但し森田駅着の片方向路線で、平日7時台の1本のみ運行。
- 森田地区コミュニティバス「もりたん」[5]で、「畑内科」停留所下車、約270 m。
- ハピラインふくい線 森田駅から、
  - 徒歩約780m・約12分。
  - 上述の森田地区コミュニティバス「もりたん」で、「畑内科」停留所まで2分、下車後徒歩。
    - なお、森田地区コミュニティバス「もりたん」は、片方向の運行の為、駅までは徒歩移動の方が早い（「畑内科」停留所から森田駅まで、午前3便は23分、午後3便は27～53分(途中の「森田駅西」までは20分～22分)）。